# Borís Grixàiev
Borís Grixàiev   (Volgograd, 21 de juny de 1930 - 1999) fou un atleta rus, especialista en curses de fons, que va competir sota bandera la Unió Soviètica durant de la dècada de 1950.
El 1956 va prendre part en els Jocs Olímpics d'Estiu de Melbourne, on abandonà en la marató del programa d'atletisme.
En el seu palmarès destaca una medalla de plata en la marató del Campionat d'Europa d'atletisme de 1954, rere Veikko Karvonen, i en el Festival Mundial de la Joventut i els Estudiants de 1955. El 1954 guanyà el campionat nacional de marató.

## Millors marques
- Marató. 2h 23' 02" (1957)[1][6]